# 冷泉為富
冷泉為富（れいぜい ためとみ、応永32年（1425年） - 明応6年（1497年）11月20日）は、室町時代中期の公卿。法名は仙空。

## 官歴
- 享徳元年（1452年）：従三位、右兵衛督
- 康正元年（1455年）：参議
- 康正2年（1456年）：阿波権守、正三位
- 長禄元年（1457年）：権中納言
- 寛正4年（1463年）：民部卿
- 寛正6年（1465年）：従二位
- 応仁2年（1468年）：権大納言
- 文明元年（1469年）：正二位

## 系譜
- 父：冷泉為之
- 子：冷泉為広